# Пілотний експеримент
Пілотний експеримент, також Пілотування (англ. piloting) — це процес випробування нового продукту, ідеї, послуги або концепції перед їх широкомасштабним запровадженням або розгортанням. Цей процес дозволяє отримати відгуки та зворотний зв'язок від користувачів або зацікавлених сторін, виявити проблеми та можливості для вдосконалення, і вирішити їх, щоб забезпечити успіх у майбутньому. Пілотування може здійснюватися в обмеженому регіоні або для обмеженої аудиторії, зазвичай за допомогою малих масштабів, але з достатньою репрезентативністю, щоб отримати корисні дані для подальшого розвитку та вдосконалення продукту або послуги.